# Псковская крепость
Псковская крепость — оборонительное сооружение Пскова, ядром которого является Кром (Псковский Кремль).

## История
Крепость возникла, как и в большинстве средневековых пограничных городов, с основанием города — укреплённого (огороженного) населённого пункта. Дата основания города и крепости неизвестна. Есть лишь дата первого упоминания города — 903 год. Археологические раскопки в Псковском Кремле (Кроме) — ядре Псковской крепости — показали, что уже в VIII—IX веках находившееся там славянское поселение имело земляные и деревянные укрепления. Существование города в те времена нашло подтверждение в Повести временных лет, сообщившей под 903 годом о приведении князю Игорю жены Ольги «от Пскова».
Первые каменные укрепления были возведены в середине XIII века. В начале XV века в связи с развитием артиллерии Псковскую крепость стали усиливать башнями. Псковская крепость являлась одной из лучших русских крепостей в XVI веке. Территорию площадью 2,15 км2 (215 га) ограждали 5 поясов каменных укреплений протяженностью 9 км, усиленные 40 башнями, 14 воротами, настенными, башенными и подземными переходами.

## Стены
Псковская крепость имеет пять постепенно формировавшихся поясов укреплений:
1. Собственно стены Крома в устье рек Псковы и Великой. На юге Кром от Довмонтова города отделяют «Перси» (Перша, или Довмонтова стена) — южная (передняя) стена Крома). Главные башни — на юге — Смердья (ныне — Довмонтова) и Великая (Лубянская) — ныне Троицкая (Часовая) — по краям «Персей» — со Смердьими воротами (не сохранились) и Великими воротами и захабом. В 1400 году были построены на севере Крома башня Кутекрома (Кутний костёр или Наугольная круглая башня Крома), на востоке — Средняя башня (Снетовой костёр) и каменная стена по берегу реки Псковы до «Персей».
2. Стены Довмонтова города, включающие (помимо «Персей» (Довмонтовой стены) на севере) и новое продолжение крепости на юге, отстроенное на месте посада при князе Довмонте, правившем в 1266—1299 гг.). Вместо застройки городских посажан сюда был перенесён административный центр, прозванный позже в XIV веке Довмонтовым городом (первое упоминание этого названия относится к 1370-м годам). В XV веке здесь были построены Рыбницкая (башня над Святыми воротами) и Власьевская башня.
Со временем Довмонтов город входит в ансамбль Крома (Кремля как улицы).
3. Стена посадника Бориса (1309 г.). Эта стена не сохранилась: она проходила по линии современной Профсоюзной улицы и закруглялась к реке Пскове (в сторону Крома) у церкви Петра и Павла с Буя.
Здесь в XIV в. были сооружены несколько башен: Старый костер, Глухой костер, Плоская башня с Плотинскими (Плоскими) воротами — также не сохранились.
4. Стена Среднего города (1375 г.) — почти не сохранилась — проходила по современной улице Пушкина и упиралась в Мстиславскую башню (1375 г.). До каменной Мстиславской башни здесь располагался деревянный Бурковский костер (башня). От неё перпендикулярно реке и отходила стена, укрепленная девятью башнями (не сохранились).
5. Стены Окольного города с продолжением на Запсковье. В целом сохранились вдоль улицы Свердлова (Стенной) в Окольном городе, кроме части стен на Запсковье вдоль Застенной и Гремячей улиц.
В 1465 году деревянные стены огородили Полонище и Застенье — новые районы (Окольного) города между реками Псковой и Великой за пределами прежних стен.
Важное значение имели южные Покровская, Свинузская (Свинорская), Великая, Петровская, Михайловская башни, сооружённые в конце XV—XVI вв. и оборонявшие крепость на подступах с юга, в том числе во время осады польским войском Стефана Батория в 1581—1582 гг.
Стена на Запсковье (с позже сооружёнными Гремячей, Глухой, Волковской, Варлаамской башнями и Высокой башней у Нижних решёток) в камне была выстроена в 1481 году.
В 1500 году в устье Псковы, на противоположных её берегах, были построены две башни — Плоская и Высокая (Воскресенская). Несколько позднее прямо между ними над водой возвели стену с опускающимися в реку Нижними решётками. В XVII веке эту деревянную стену заменили каменной с арочными проёмами, оснащёнными закрывающимися решётками из брёвен, окованных железом.
В 1518 году между Никольской грановитой башней Окольного города и Козьмодемьянской (Гремячей) башней Запсковья были сооружены «водобежные» сооружения — Верхние решётки (по аналогии с Нижними решётками в устье Псковы). Из них до нас дошла Козьмодемьянская (называемая Гремячей) башня и фундаментная основа стены Никольской башни.

## Башни Псковской крепости
Башни районов Крома и Довмонтова города:
- Власьевская башня
- Довмонтова башня (первоначально Смердья башня с воротами (захабом), в XIX веке разрушена и перестроена в многогранную Довмонтову без ворот)
- Рыбницкая башня (башня Святых ворот)
- Троицкая башня (ранее Великая (Лубянская) башня, затем также Часовая башня, с Великими воротами и захабом)
- Средняя башня (Снетной костёр) (1400—1417 гг.)
- Башня Кутекрома (Наугольная круглая башня) (1400 г.)
- Плоская башня Нижних решёток (1500 г.)

Башни стены посадника Бориса 1309 г. — построены в XIV в — не сохранились:
- Старый костер
- Глухой костер
- Плоская башня

Башни стены Среднего города 1375 г. — построены в XV в. — не сохранились (кроме первой):
- Мстиславская башня (Кислинская) — сохранилась (у берега р. Великой)
- Никольская башня
- Великая башня с воротами
- Васильевская башни
- Трупеховская башня с Тёмными воротами
- Куричья башня
- Петровская башня с воротами
- Козья башня с воротами (проездом)
- Кумина
- Кстовская (Петропавловская)

Башни стены Окольного города:
- Никольская грановитая (у Верхних решёток)
- Михайловская башня
- Петровская башня (сер. XVI в.)
- Великая башня с Великими воротами (в камне в 1469 г.)
- Свинузская (Свинорская) башня
- Покровская башня (конец XV — начало XVI вв.)
- Георгиевская (Егорьевская) башня

Башни на Запсковье:
- Высокая башня Нижних решёток (1500 г.)
- Варлаамская наугольная башня (кон. XV — нач. XVI вв.)
- Варлаамовская башня-захаб с воротами (кон. XV — нач. XVI вв., разрушен в 1615 г. шведами во главе с Густавом II Адольфом)
- Быковская башня
- Загряжская башня (Загряжский захаб) (нач. XVII в.)
- Волковская башня
- Ильинская башня с воротами
- Образская башня (Образский захаб) (1620-е гг.)
- Глухая башня
- Толокнянка (XVI век, окончательно разрушились в XIX в)
- Гремячая надвратная (XVI век, окончательно разрушилась в XIX в.)
- Гремячая (Козьмодемьянская) башня (1525 г.) (у Верхних решёток)

## Галерея
- Троицкий собор, колокольня и Средняя башня
- Вид на Кром и Перши со стороны Довмонтова города
- Плоская и Высокая башни у Нижних решёток
- Плоская и Кутекрома башни у Нижних решёток со стороны Высокой башни
- Плоская и Высокая башни у Нижних решёток со стороны Кутекрома
- Башня Кутекрома (Наугольная круглая)
- Средняя башня Крома. Вид со стороны Псковы
- Средняя башня. Вид со стороны Крома
- Троицкая башня и захаб (Великие ворота)
- Великие ворота и Троицкая башня
- Троицкая (Часовая) башня
- Рыбницкая башня и Святые ворота
- Рыбницкая башня
- Довмонтова (Смердья) башня
- Власьевская башня. Вид от Крома
- Власьевская башня. Вид с Ольгинского моста
- Власьевская башня и Кром
- Мстиславская башня
- Покровская башня
- Покровская башня
- Петровская башня
- Михайловская башня
- Козьмодемьянская (Гремячая) башня
- Гремячая гора и Козьмодемьянская (Гремячая) башня
- Козьмодемьянская (Гремячая) башня
- Глухая башня
- Глухая башня
- Волковская башня
- Волковская башня
- Загряжская башня-захаб. Вид на останки слева с Застенья
- Загряжская башня-захаб. Вид на останки справа с Застенья
- Останки Быковской башни
- Варлаамский захаб (оставшаяся часть)
- Варлаамские врата-захаб (оставшаяся часть)
- Варлаамская наугольная башня
- Варлаамская наугольная башня
- Варлаамская наугольная башня. Вид изнутри
- Монета Банка России из серии «Памятники архитектуры России»
- Модель Крома и Довмонтова города
- Кром